# Turriforme esglaonat de Son Ferrer
El Turriforme esglaonat de Son Ferrer és un jaciment arqueològic situat al municipi de Calvià, Mallorca que es correspon amb el període post-talaiòtic de l'illa.

## Història
El turriforme esglaonat de Son Ferrer, situat al carrer Oronella i flanquejat per xalets al costat del Passeig Calvià, és un dels jaciments més ben coneguts del municipi. Excavat entre els anys 2000 i 2005, està compost per un hipogeu d'enterrament, estructura associada al Bronze Antic i Mitjà i un turriforme escalonat d'època talaiòtica de gran valor simbòlic-estratègic, amb continuïtat d'ús durant l'època post-talaiòtica.
L'hipogeu o cova artificial excavada a la roca data del Bronze Antic i es correspon amb la primera fase d'ocupació del jaciment. Per desgràcia, l'absència de material arqueològic, conseqüència de posteriors usos de l'estructura, ha impedit conèixer els rituals d'enterrament associats.
L'accés es realitza a través d'un corredor que avança amb lleu pendent fins a l'entrada. El llindar dona pas a la cambra funerària composta per tres àmbits: el primer, és de planta rectangular irregular; el segon, que correspon a l'àmbit principal, és de planta allargada amb bancs correguts a cada costat i coberta de volta apuntada; la cova finalitza amb una petita estança absidal que conforma l'últim i tercer àmbit.
En època talaiòtica, el control d'aquesta àrea geogràfica corresponia al poblat del puig de sa Morisca. Va ser en aquest moment quan, just a sobre de l'hipogeu, es va iniciar la construcció del turriforme de Son Ferrer, datat entre el 900-800 aC. La seva arquitectura és ciclòpia i compacta i està formada per blocs de marès que es recolzen sobre la roca natural, conformant l'esquelet estructural sobre el qual se sustenta tot el conjunt arquitectònic. L'estructura s'organitza a partir de murs disposats a diferents alçades i inserits uns en altres amb farciments estructurals entre ells, que li atorguen un aspecte sòlid de tendència esglaonada.
Des de la part superior de la construcció s'albiren els amplis terrenys plans que s'estenen entre la zona de Cala Figuera, Magaluf i Son Ferrer fins gairebé al Coll de sa Batalla.
Les activitats constatades en aquesta època es concentren en un petit àmbit situat a la part alta del turriforme, molt a prop de la plataforma superior. Es van iniciar en un període comprès entre els segles 1100-850 aC i es van mantenir durant tot el període talaiòtic, probablement fins al segle vi aC. Podrien relacionar-se amb rituals realitzats a la zona superior del turriforme en què participarien individus de tota la comunitat.
Cap al segle v aC, el jaciment va perdre la seva funció original i en època post-talaiòtica va passar a convertir-se en un dels principals nuclis funeraris de la zona de Santa Ponça. En la primera fase post-talaiòtica (500-200 aC) l'hipogeu, d'època naviforme, es va reutilitzar com a lloc d'inhumació, tant d'individus adults com infantils. En una segona fase, a la zona d'accés a la cova, es va habilitar un primer espai associat a algun tipus de ritual similar a un àpat funerari i un segon àmbit destinat a enterraments de fetus, dipositats en contenidors funeraris de marès i ceràmica talaiòtica.
Finalment, associada a aquesta fase tardana del turriforme, s'han pogut constatar alguns retallades en els murs, amb la finalitat de realitzar nous enterraments de nens nonats, tant en urnes de marès com a àmfores i ceràmiques reutilitzades.